# 特納鎮區 (明尼蘇達州艾特金縣)
特納鎮區（英語：Turner Township）是位於美國明尼蘇達州艾特金縣的一個行政鎮區。

## 地方資料
特納鎮區的面積為92.60平方千米，當中陸地面積為77.60平方千米，而水域面積為15.00平方千米。根據2020年美國人口普查的數據，當地共有人口137人，而人口密度為每平方千米1.48人。